# 萨多沃耶 (莫斯科区)
萨多沃耶（俄语：Садовое）是吉尔吉斯斯坦楚河州莫斯科区下辖的一个村。根据2009年吉尔吉斯斯坦人口普查，该村人口为9988人。

## 历史
该村始建于1908年。2017年10月7日，时任吉尔吉斯斯坦副总理捷米尔·朱马卡德罗夫在此村附近遭遇车祸身亡。